# Bukomansimbi (district)
Pour la ville, voir Bukomansimbi.
Le district de Bukomansimbi est un district de l'Ouganda. Sa capitale est Bukomansimbi.

## Histoire
Ce district a été créé en 2010 par séparation de celui de Masaka.